# Asociación de Fútbol de Corea del Norte
La Asociación de Fútbol de Corea del Norte (en hangul: 조선민주주의인민공화국 축구협회), es el ente que rige al fútbol en Corea del Norte. Fue fundada en noviembre de 1945 y afiliada a la FIFA en junio de 1958. Desde septiembre de 1974 forma parte de la Confederación Asiática de Fútbol (AFC) y está a cargo de la selección de fútbol de la RDP de Corea y todas las categorías menores.

## Campeonatos de clubes
- Liga de fútbol de Corea del Norte (15 equipos de Primera División).
- Segunda División de Corea del Norte.